# Lucan (Minnesota)
Lucan es una ciudad ubicada en el condado de Redwood en el estado estadounidense de Minnesota. En el Censo de 2010 tenía una población de 191 habitantes y una densidad poblacional de 194,58 personas por km².

## Geografía
Lucan se encuentra ubicada en las coordenadas 44°24′37″N 95°24′47″O / 44.41028, -95.41306. Según la Oficina del Censo de los Estados Unidos, Lucan tiene una superficie total de 0.98 km², de la cual 0.98 km² corresponden a tierra firme y (0%) 0 km² es agua.

## Demografía
Según el censo de 2010, había 191 personas residiendo en Lucan. La densidad de población era de 194,58 hab./km². De los 191 habitantes, Lucan estaba compuesto por el 99.48% blancos, el 0% eran afroamericanos, el 0.52% eran amerindios, el 0% eran asiáticos, el 0% eran isleños del Pacífico, el 0% eran de otras razas y el 0% pertenecían a dos o más razas. Del total de la población el 0.52% eran hispanos o latinos de cualquier raza.